# スペンサー・ホーズ
スペンサー・メイソン・ホーズ（Spencer Mason Hawes、1988年4月28日 - ）はアメリカ合衆国ワシントン州シアトル出身のバスケットボール選手。NBAのフィラデルフィア・76ersなどに所属していた。身長216cm、体重111kg。ポジションはセンター。

## 経歴
高校在学中に州大会で優勝してMVPにも選出された。またAP通信、マクドナルド、パレード、USAトゥデイよりオールアメリカンに選ばれた。彼自身は高校卒業後、すぐにNBA入りを希望していたが2006年のNBAドラフトより高校を卒業してから1年は経過していないとドラフトで指名できなくなる変更がなされたことからワシントン大学へ進学した。
ワシントン大学では、1年次に平均14.9得点、6.4リバウンドをあげた。その後2007年のNBAドラフトへのアーリーエントリーを宣言。サクラメント・キングスから全体10位で指名されてNBA入りした。
1年目は71試合に、平均13.1分の出場し、平均4.7得点、3.3リバウンド、0.6ブロックショットの成績にとどまった。2年目は先発センターのブラッド・ミラーがシカゴ・ブルズに移籍したため、51試合に先発出場、平均29.3分出場し、平均11.4得点、7.1リバウンド、1,2ブロックショットの成績をあげた。
2010年6月17日、アンドレス・ノシオーニと共にフィラデルフィア・セブンティシクサーズのサミュエル・ダレンベアとのトレードで移籍した。
2014年7月9日、ロサンゼルス・クリッパーズと4年契約を結んだ。
2015年6月16日、ランス・スティーブンソンとのトレードで、マット・バーンズと共にシャーロット・ホーネッツに移籍した。
2017年2月2日、マイルズ・プラムリーとのトレードで、ロイ・ヒバートと共にミルウォーキー・バックスに移籍。9月1日に解雇された。

## その他
- 熱心な共和党支持者として知られ、ジョージ・W・ブッシュの支持者でもあった[5]。民主党のアル・ゴアの『不都合な真実』には批判的。